# جنیفر اورلی
جنیفر اورلی (انگلیسی: Jennifer Oehrli؛ زادهٔ ۱۳ ژانویهٔ ۱۹۸۹) بازیکن فوتبال اهل سوئیس است.
از باشگاه‌هایی که در آن بازی کرده‌است می‌توان به باشگاه فوتبال تون، باشگاه فوتبال بازل، و باشگاه فوتبال زنان اتلتیکو مادرید اشاره کرد.
وی همچنین در تیم‌های ملی فوتبال Switzerland women's national under-17 football team و زنان سوئیس بازی کرده‌است.